# Artemisia alba
Ne doit pas être confondu avec l’armoise herbe blanche (Artemisia herba-alba Asso ou Seriphidium herba-alba (Asso) Soják), ni avec Leucas lavandulifolia, appelé Armoise blanche à Maurice.
Espèce
Classification phylogénétique
L’Armoise blanche ou Armoise camphrée, Artemisia alba, est une espèce de plantes à fleurs vivace du genre Artemisia et de la famille des Astéracées (ou Composées).

## Description
L’armoise blanche est haute de 30 à 60 cm, ses feuilles vertes, ponctuées, glabres ou un peu pubescentes ; les capitules globuleux, pédicellés, sont penchés, dépassés par les bractées ; l’involucre est pubescent, blanchâtre. La plante dégage une odeur de camphre.

## Usage thérapeutique
Il a été rapporté dans presque tous les échantillons décrits dans la littérature que le cinéole est l'un des constituants les plus courants de l'huile essentielle d'artemisia alba.
L'activité anticancéreuse des huiles essentielles de différentes parties biologiques d'artemisia alba peut être liée à des sesquiterpènes actifs associés à la synergie d'autres produits naturels présents dans la composition des huiles essentielles d'armoise blanche.

## Sous-espèces
Selon EOL (18 novembre 2018) :
- Artemisia alba ssp. kabylica (Chabert) Greuter
- Artemisia alba ssp. chitachensis Maire